# Carl Zeiß

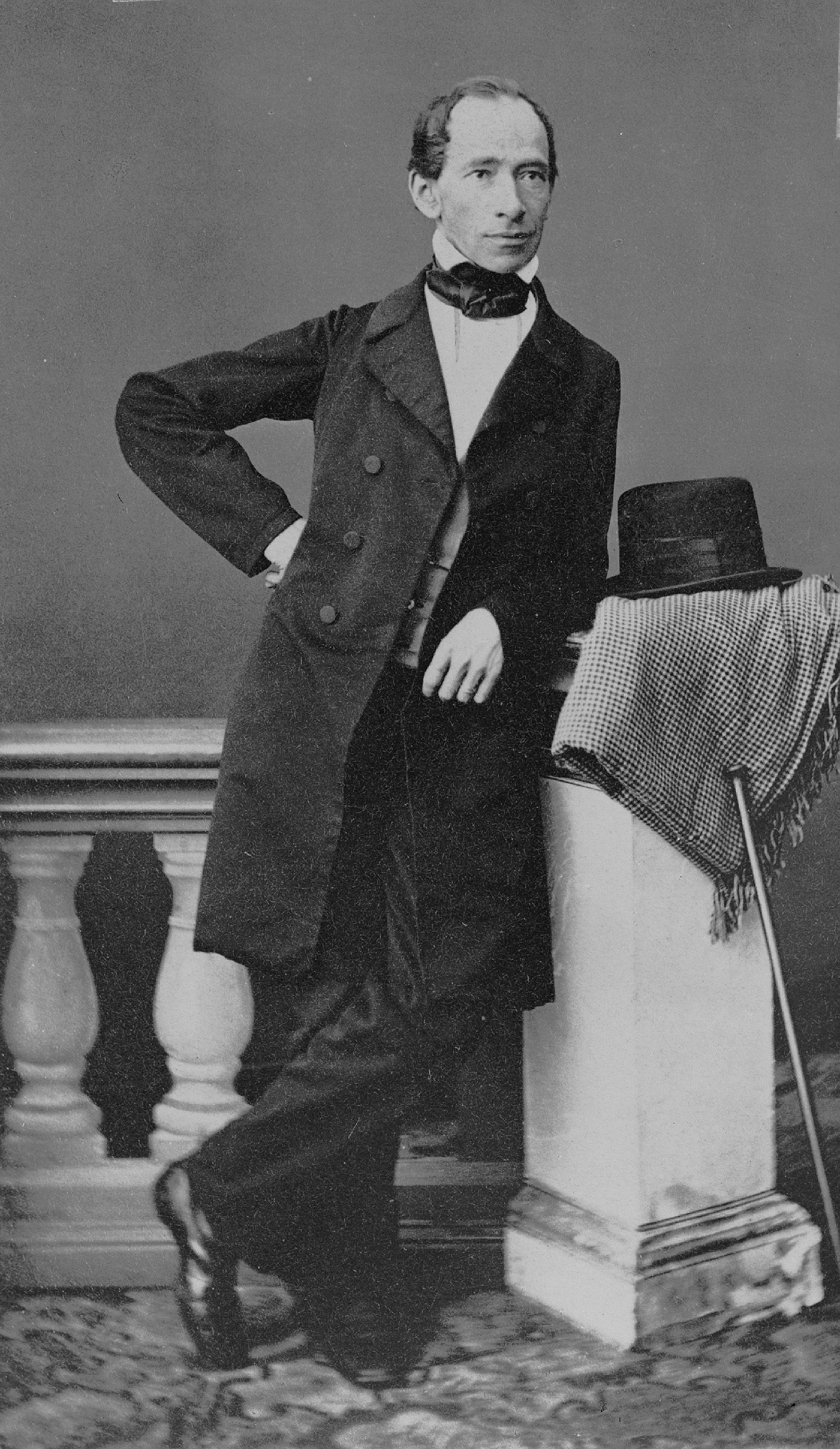
Carl Zeiß um 1850

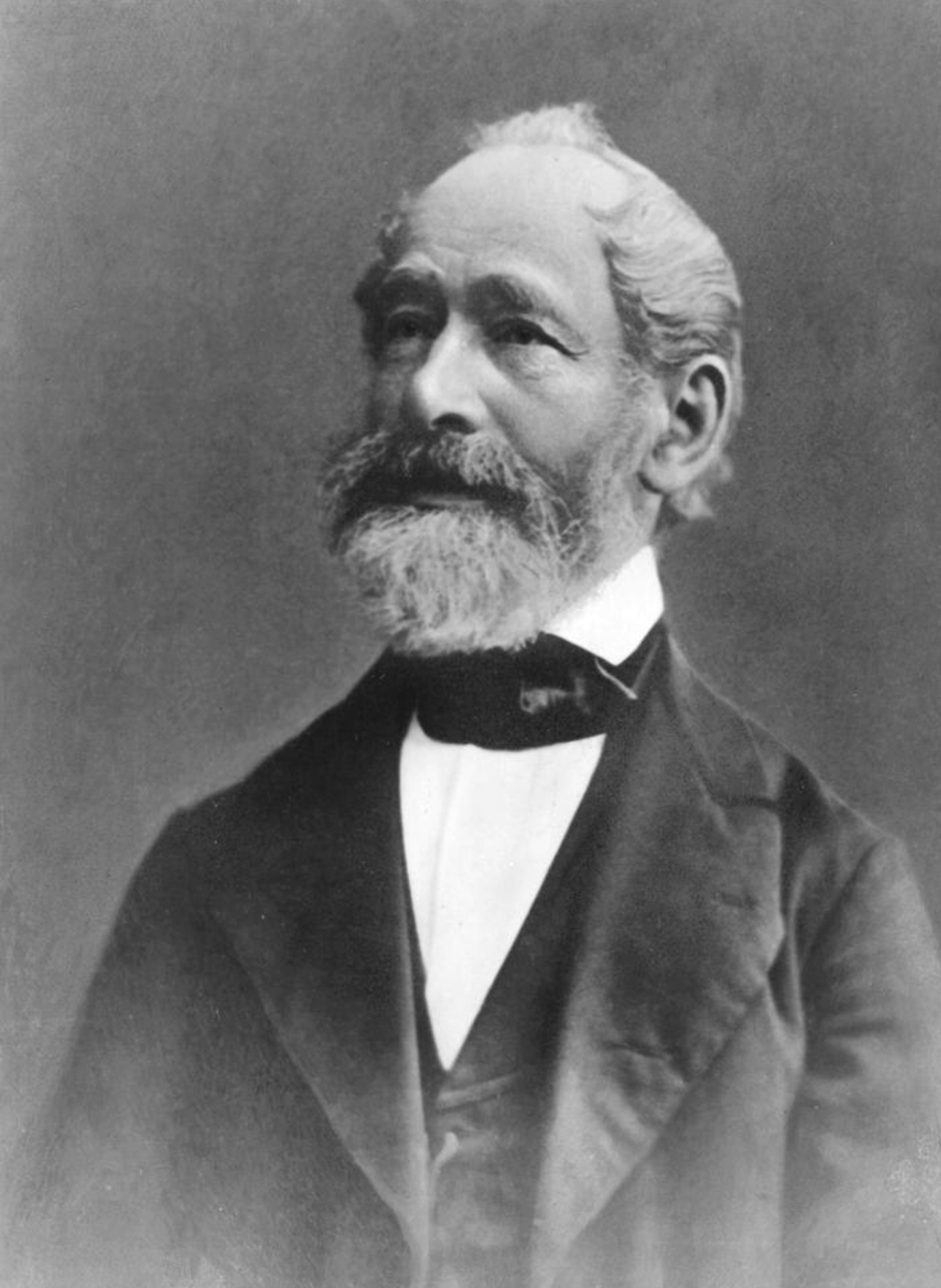
Carl Zeiß

Carl Zeiß, später Carl Zeiss (* 11. September 1816 in Weimar; † 3. Dezember 1888 in Jena), war ein deutscher Mechaniker und Unternehmer. Er gründete die Firma Carl Zeiss.

## Leben

### Familie
Carl Zeiß wurde am 11. September 1816 in Weimar als fünftes von zwölf Kindern geboren, von denen allerdings sechs früh starben. Sein Geburtshaus in Weimar ist die Marktstraße 13.
Seine Mutter Johanna Antoinette Friederike (1786–1856) war die jüngste Tochter des Hofadvokaten Johann Heinrich Schmith, Stadtvogt von Buttstädt, einer kleinen, nördlich von Weimar gelegenen Bezirkshauptstadt. Unter ihren Vorfahren finden sich besonders viele Juristen und Theologen. Zu ihrer Ahnengemeinschaft gehörte u. a. Goethes Ehefrau Christiane Vulpius, der Arzt Christoph Wilhelm Hufeland, der Dichter Jean Paul sowie in späteren Generationen der Maler Max Slevogt.
Der Vater Johann Gottfried August Zeiß (1785–1849) stammte aus Rastenberg, wo die handwerklich ausgerichteten väterlichen Vorfahren seit über 100 Jahren ansässig waren. Von dort zog er mit seinen Eltern in das sechs Kilometer entfernte Buttstädt und heiratete dort. Während sein Bruder am Ort blieb und die väterliche Werkstatt übernahm, ging August Zeiß nach Weimar, der Hauptstadt des Großherzogtums Sachsen-Weimar-Eisenach. Hier wurde er ein hochangesehener Kunstdrechslermeister, der Perlmutt, Bernstein, Elfenbein und andere kostbare Rohstoffe mit z. T. neuartigen Maschinen zu Luxusartikeln verarbeitete, die sich nur reiche Leute leisten konnten. So kam er auch mit dem Erbprinzen und späteren Großherzog Carl Friedrich von Sachsen-Weimar-Eisenach (1783–1853) in Kontakt, dem Sohn und Nachfolger von Goethes Freund Carl August von Sachsen-Weimar-Eisenach (1757–1828). Da sich Carl Friedrich gern handwerklich betätigte und das Kunstdrechslerhandwerk erlernen wollte, suchte er einen entsprechenden Lehrmeister und fand ihn in August Zeiß. Das führte zu einer freundschaftlichen Beziehung zwischen den beiden, die 40 Jahre andauern sollte.
Als der Familie Zeiß am 11. September 1816 ein Sohn geboren wurde, übernahm der Erbprinz die Patenschaft und der Neugeborene wurde auf Carl Friedrich getauft, den Namen des Thronfolgers. Von den Geschwistern erreichten drei Schwestern und zwei Brüder das Erwachsenenalter.
Die Schreibweise des Familiennamens war noch zu Lebzeiten von Carl Zeiß nicht eindeutig festgelegt. Es finden sich auch Zeis, Zeyesz, Zeiss und Zeus. Um dieser Unsicherheit ein Ende zu bereiten, einigten sich sein Sohn Roderich und Ernst Abbe erst um das Jahr 1885 für das Unternehmen auf die Schreibweise Zeiss.

### Ausbildung

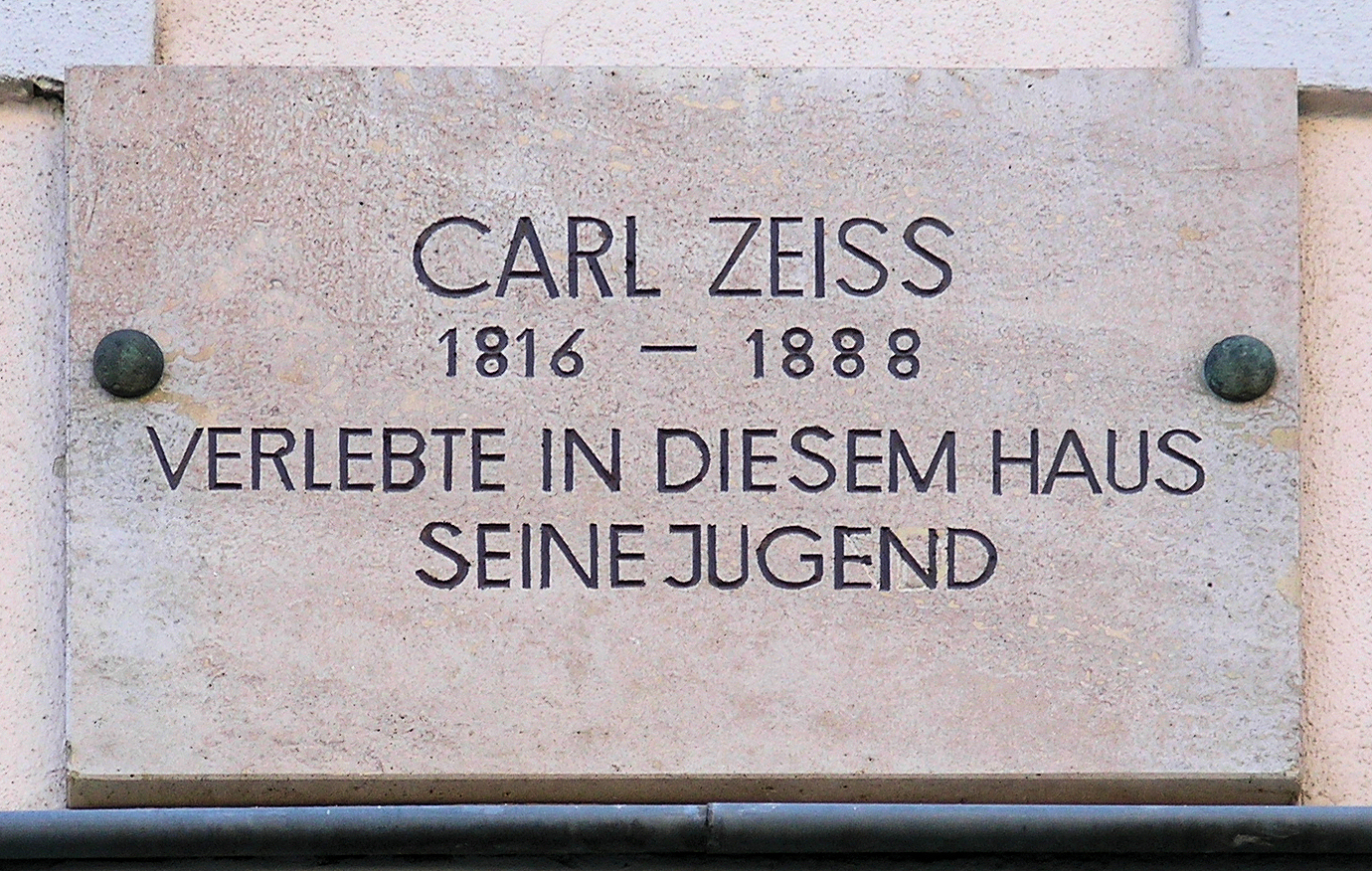
Gedenktafel am Haus Kaufstraße 1, Weimar

Weil ein gesellschaftlicher Aufstieg nur durch eine bessere Bildung möglich war, schickte Vater Zeiß seine Söhne aufs Gymnasium. Die beiden ältesten studierten anschließend Philologie und Geschichte und widmeten sich dem Schuldienst, wo sie zu hohen Ehren kamen. Carl dagegen hatte sich einen Leistenbruch zugezogen und musste ständig ein Bruchband tragen. Deswegen sollte er nach Ansicht des Vaters möglichst keine längere sitzende Tätigkeit am Schreibtisch ausüben. So besuchte er das Wilhelm-Ernst-Gymnasium Weimar nur bis zur vorletzten Klasse. Dort legte er eine besondere Abiturprüfung ab, die es ihm erlaubte, bestimmte Fächer – in erster Linie naturwissenschaftliche – an einer Universität zu studieren. Früh war sein Interesse an technischen Dingen erwacht, so dass er bereits während der Schulzeit nebenbei die Lektionen an der großherzoglichen Gewerbeschule in Weimar besuchte und sich schließlich entschloss, Mechaniker zu werden.
Carl ging dazu nach Jena, wo er Ostern 1834 bei dem Hofmechanikus und Privatdozenten an der Universität Jena, Friedrich Körner (1778–1847), eine Lehre aufnahm. Sein Lehrmeister war weit über seinen Wohnort hinaus bekannt und in seiner Werkstatt wurden bereits Geräte für Goethe gebaut und repariert.
Zeiß blieb vier Jahre lang als Lehrling bei Körner und durfte vom zweiten Lehrjahr an pro Semester eine mathematische oder naturwissenschaftliche Vorlesung an der Universität hören, wozu ihm sein Abgangszeugnis des Weimarer Gymnasiums die Berechtigung gab. Im Wintersemester 1836/37 trat er dem Akademischen Singverein Paulus bei. Zeiß beendete 1838 seine Lehrzeit und erhielt eine wohlwollende Beurteilung von Körner sowie ein Abgangszeugnis von der Universität, in dem alle Vorlesungen aufgeführt waren, die er belegt hatte.
Es war die Zeit, in der Dampfmaschinen und Lokomotiven auf junge Leute eine große Anziehungskraft ausübten. So ist es verständlich, dass Carl Zeiß nach der Lehre seine besondere Aufmerksamkeit zunächst dem Maschinenbau widmete. Er ging auf Wanderschaft, die von 1838 bis 1845 dauerte und ihn nach Stuttgart, Darmstadt, Wien und Berlin führte. Während über den Stuttgarter Aufenthalt nichts Näheres bekannt ist, scheint Zeiß in Darmstadt bei Hektor Rößler gearbeitet zu haben. Als wichtigster Ort des Maschinenbaus in Mitteleuropa galt damals Wien. Deshalb arbeitete Zeiß im Jahre 1843 in der dortigen Maschinenfabrik von Rollé und Schwilqué. Seinen Aufenthalt in Wien nutzte er auch, um jeden Sonntag die Vorlesungen über populäre Mechanik an der technischen Abteilung des k. k. polytechnischen Instituts zu hören. Er machte dort eine Abschlussprüfung, die er mit Auszeichnung bestand. Das letzte Jahr seiner Wanderschaft verbrachte Zeiß in Berlin bei einem Mechaniker. Somit konzentrierte er sich in der Fremde auf die Mechanik und beachtete die Optik höchstens am Rande.

### Gründung einer Werkstatt für Feinmechanik und Optik
Nach langen Überlegungen kam Zeiß zu dem Schluss, doch wieder in seinem ursprünglichen Fach, dem wissenschaftlichen Apparatebau, zu arbeiten und sich nach Beendigung seiner Wanderjahre als Mechaniker selbstständig zu machen. Häufig findet sich die Behauptung, dass Zeiß dafür zunächst seine Heimatstadt Weimar auswählte und ein entsprechender Antrag dort mit dem Hinweis auf zwei bestehende Werkstätten und den fehlenden Bedarf für zusätzliche Kapazitäten abgelehnt wurde. Dies wird heute für unwahrscheinlich gehalten, vielmehr suchte Zeiß wohl bewusst die Nähe zur Jenaer Universität und dem Botaniker Matthias Jacob Schleiden, der sein Interesse an der Optik mitbegründet hatte und ihn auch auf den Bedarf an hochwertigen Mikroskopen hinwies. Zudem leitete sein Bruder Eduard bereits seit 1842 die Jenaer Bürgerschule und hielt ihn vermutlich über die Entwicklungen in der Stadt auf dem Laufenden.
Zur Realisierung seines Planes benötigte er bei der damaligen Bürokratie jedoch erst einmal viel Geduld. Vor allem war eine Aufenthaltsgenehmigung für die Stadt erforderlich. Die war am einfachsten zu erhalten, wenn man sich als Student ausgab. Zeiß immatrikulierte sich an der Universität und hörte seit November 1845 mathematische und chemische Vorlesungen. Daneben arbeitete er in dem von mehreren Professoren gegründeten physiologischen Privatinstitut als Praktikant und baute verschiedene Apparate. Zu dieser Zeit bestanden in Jena bereits zwei einschlägige Werkstätten, und zwar neben der Körnerschen noch die des Mechanikers Braunau (1810–1860), der ebenfalls bei Körner gelernt hatte.
Schließlich richtete Zeiß am 10. Mai 1846 an die Landesdirektion in Weimar ein Gesuch um Erteilung einer Konzession zur Errichtung eines mechanischen Ateliers in Jena. Er verweist darin auf den steigenden Bedarf an mechanischen Geräten und begründet seinen Wunsch nach einer Niederlassung in der Saalestadt damit, dass für ihn die enge Verbindung mit den Wissenschaften wichtig sei.
Trotz der Befürwortung angesehener Professoren der Universität Jena ließ man sich in Weimar viel Zeit mit der Bearbeitung des Antrags. Zeiß musste aber nicht nur eine lange Wartezeit absitzen, sondern sich auch einer vorgeschriebenen Prüfung vor der großherzoglichen Oberbaubehörde unterziehen, zu der er erst im Juli geladen wurde und die er im August erfolgreich ablegte. Bei der Trägheit des Behördenapparates war es schließlich November geworden, als Zeiß endlich seine Konzession zur Fertigung und zum Verkauf mechanischer und optischer Instrumente sowie zur Errichtung eines Ateliers für Mechanik in Jena in den Händen hielt. Außerdem erlangte er gegen Bezahlung einer Gebühr und nach Leistung eines feierlichen Eides das Ortsbürgerrecht von Jena.
Zeiß eröffnete seinen Betrieb am 17. November 1846 mit einem Startkapital von 100 Talern, das der ebenfalls in Jena lebende Bruder Eduard vorgestreckt hatte und später von Vater August Zeiß erstattet wurde. Carl Zeiß arbeitete zunächst allein, konstruierte, baute und reparierte alle möglichen physikalischen und chemischen Instrumente, von denen die Lupen, die er aus Spiegelglas schliff, am Anfang besonderen Anklang fanden. Daneben wurden in einem kleinen Laden Brillen, Fernrohre, Mikroskope, Reißzeuge, Thermometer, Barometer, Waagen, Lötrohrzubehör und andere Geräte verkauft, die Zeiß von auswärtigen Herstellern bezog.
Im Jahre 1847 nahm er die Produktion einfacher Mikroskope auf, die sich schon bald als ein ganz besonderer Verkaufsschlager erweisen sollten. Sie behaupteten sich so gut gegenüber der Konkurrenz von Vincent Chevalier (Paris), Simon Plössl (Wien) sowie selbst seinem Lehrmeister Körner, weil sie nicht nur billiger, sondern auch besser waren. Denn bei den von Zeiß gelieferten Geräten erfolgte die Scharfeinstellung nicht wie bei der Konkurrenz durch Verstellen des Objekttisches, sondern durch Verstellen der Säule, die die Optik trug, was von den Benutzern besonders gelobt wurde.
Die Geschäfte ließen sich so gut an, dass bereits im Frühjahr 1847 ein Gehilfe eingestellt werden konnte und am 1. Juli 1847 eine größere Werkstatt bezogen wurde. Im August 1847 nahm Carl Zeiß den ersten Lehrling auf, nämlich den damals 17-jährigen August Löber (1830–1912), der sich in der Folgezeit zum wichtigsten Mitarbeiter besonders in der Optikfertigung entwickeln sollte und der dann auch am Gewinn beteiligt war. Insgesamt wurden in diesem Jahr 27 einfache Mikroskope ins Ausland geliefert, also an Kunden, die jenseits der Grenzen des Großherzogtums wohnten. Aber auf den schnellen Aufstieg folgte ebenso schnell eine Krise, bedingt durch die Missernten der Jahre 1845 und 1846, die Handelskrise 1847 und die Revolution von 1848/49. Trotz dieser wirtschaftlichen Schwierigkeiten hatte sich Zeiß mit seinen Produkten binnen weniger Jahre einen so guten Ruf erworben, dass ihm im Jahre 1850 aus der damals preußischen Universität Greifswald ein interessantes Angebot unterbreitet wurde. Der dortige Universitätsmechaniker Nobert war nämlich nach Barth gezogen, und um die entstandene Lücke zu füllen, wurde Zeiß von mehreren Professoren der philosophischen Fakultät aufgefordert, den Posten eines Kustos des physikalischen Kabinetts bei einem Gehalt von 200 Talern zu übernehmen. Aber daraus wurde nichts, denn der einflussreiche Mathematiker Johann August Grunert erreichte, dass besagter Posten nicht mit einem „Ausländer“ wie Zeiß besetzt wurde, so dass dieser wohl oder übel in Jena bleiben musste.

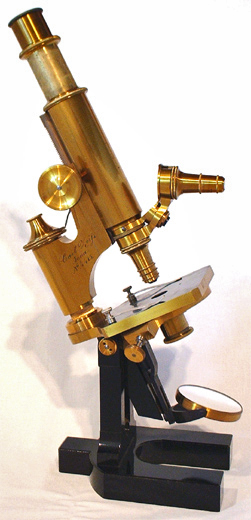
Großes Mikroskop von Carl Zeiß (1879)

 Seinen Haushalt besorgte zunächst die Schwester Pauline, bis Carl Zeiß am 29. Mai 1849 die elf Jahre jüngere Pfarrerstochter Bertha Schatter (1827–1850) aus Neunhofen an der Orla heiratete. Seine junge Frau starb allerdings bereits am 23. Februar 1850 bei der Geburt des ersten Sohnes Roderich, der überlebte und später in der väterlichen Firma mitwirkte. Zeiß heiratete am 17. Mai 1853 ein zweites Mal, und zwar Ottilie Trinkler (1819–1897), Tochter des Rektors und späteren Oberpfarrers aus Triptis, die ihren Stammbaum bis auf Martin Luther zurückführen konnte. Das Paar hatte einen Sohn (Karl Otto, 1854–1925) und zwei Töchter (Hedwig, 1856–1935 und Sidonie, 1861–1920).
Zeiß lebte im Übrigen sehr bescheiden und investierte von seinem verdienten Geld so viel wie möglich in seinen Betrieb. Er machte von sich keinerlei Aufhebens, was dazu geführt hat, dass man ihn manchmal unterschätzt und seine Bedeutung für die Firma nicht immer voll gewürdigt hat (z. B. Auerbach, 1918). In seiner äußerst knapp bemessenen Freizeit entwickelte er sich zum Bücherwurm. Daneben liebte er die Gartenarbeit und hatte sich besonders auf die Zucht von Rosen spezialisiert.

### Carl Zeiß als Arbeitgeber
Seine Werkstatt leitete Zeiß im streng patriarchalischen Sinn. Mikroskope, die von seinen Gehilfen nicht mit der von ihm verlangten hohen Präzision gefertigt worden waren, zerschlug er eigenhändig mit dem Hammer auf dem Amboss. In solchen Fällen verweigerte er die Auszahlung des Lohnes an den betreffenden Gehilfen ebenso wie bei zu langsamem Arbeitstempo. Trotzdem herrschte ein gutes Betriebsklima. Dazu trugen die jährlichen Betriebsausflüge per Pferdewagen und sonstigen Festlichkeiten bei, die Zeiß auf Firmenkosten organisierte. Außerdem lud er seine Mitarbeiter gern zu sich in den Garten ein und bewirtete sie dort mit Wein und belegten Broten. Neu einzustellende Belegschaftsmitglieder bat er zunächst einmal in die Wohnstube und befragte sie bei einem Glas Wein ausgiebig.
Gearbeitet wurde in dem Betrieb von morgens 6 Uhr bis abends 19 Uhr. Wenn man die Frühstückspause von 15 Minuten und die Mittagspause von einer Stunde abrechnet, ergibt das eine tägliche Arbeitszeit von 11 3/4 Stunden. Dafür erhielt Löber als Spitzenverdiener im Jahre 1856 wöchentlich drei Taler, während sich ein anderer Gehilfe mit zweieinhalb Talern zufriedengeben musste. Allerdings besaßen die meisten Gehilfen in dem damals noch ländlichen Jena wenigstens einen kleinen Garten. Wenn dort besonders viel Arbeit anfiel, konnte man mit Billigung des Prinzipals schon einmal einen Tag von der Werkstatt fernbleiben.

### Verbesserung des Mikroskops
Bei der Mikroskopherstellung gab es zunächst keine Arbeitsteilung. Jeder Gehilfe baute sein Gerät von Anfang bis zum Ende allein und die ersten Modelle waren deshalb auch mit dem Namen desjenigen signiert, der sie hergestellt hatte. Nur solche Einzelteile, deren Anfertigung besonders viel Zeit gekostet hätte, wie z. B. Objekttische, wurden vorgefertigt geliefert. Den ersten Ansatz zur Arbeitsteilung machte Zeiß im Jahre 1857, als er die optische Abteilung unter Löbers Leitung einrichtete und sie von der mechanischen abtrennte.
Jede Werkstätte hatte natürlich ihre besonderen Werksgeheimnisse, die zu hüten für jeden Inhaber, so auch für Zeiß, außerordentlich wichtig war. Deshalb wurden die tüchtigsten Mitarbeiter, die Einblick in diese Geheimnisse hatten, wie z. B. Löber, unter einem feierlichen Eid zur Verschwiegenheit verpflichtet.
Seit der Gründung des Betriebes war der Botaniker Matthias Jacob Schleiden (1804–1881) ein ständiger Berater und Förderer und hielt sich oft stundenlang in der Werkstatt auf. Er riet Zeiß, den Schwerpunkt seiner Fertigung auf die Mikroskope zu legen, da diese bei der damals gerade aufblühenden Zellenlehre auf einmal sehr gefragt waren. Darüber hinaus hatte Schleiden als Mitbegründer dieser Theorie selbst ein persönliches Interesse an guten Mikroskopen. Infolgedessen wurden die einfachen Mikroskope ständig verbessert. Die Fassungen der Linsensysteme erhielten unten einen ausgebördelten Rand als Schutz der Frontlinse gegen Beschädigungen beim versehentlichen Aufstoßen auf das Präparat. Das wurde u. a. von dem Darmstädter Botaniker und bekannten Mikroskopiker Leopold Dippel (1827–1914) sehr gelobt und von vielen anderen Werkstätten nachgebaut. Was die Vergrößerungen betrifft, so kam 1852 ein dreilinsiges System mit 200-facher (Preis: fünf Taler) und 1856 ein weiteres mit 300-facher Vergrößerung (8 Taler) auf den Markt. Noch stärkere Vergrößerungen, die für den Benutzer wirklich brauchbar waren, lieferten nur die zusammengesetzten Mikroskope und Zeiß musste nun an deren Bau denken, wenn er nicht vom Fortschritt überrollt werden wollte.
Hierzu waren umfangreiche Vorarbeiten erforderlich, mit denen der weit vorausschauende Zeiß aber schon lange vorher begonnen hatte. Vor allem wollte er die Optik nicht länger nach der bisher üblichen Methode, nämlich dem Pröbeln herstellen. Bei dieser Verfahrensweise wurden die Linsen eines Systems immer wieder durch andere ersetzt und ihre Abstände zueinander solange verändert, bis eine brauchbare Optik zustande gekommen war. Diese wurde dann nach dem durch Ausprobieren entwickelten Muster nachgebaut oder durch erneute Veränderungen der Linsenradien und -abstände weiter verbessert. Zeiß war ja von Hause aus mehr Mechaniker, hatte sich daher nicht auf die bei den Optikern eingefahrenen Traditionen festgelegt und war Neuerungen leichter zugänglich. Er wollte nun entgegen dem allgemeinen Brauch die Mikroskopoptik auf Grund von Berechnungen herstellen, was Experten aus verschiedenen Gründen für unmöglich hielten. Trotzdem hatte Joseph von Fraunhofer (1787–1826) bereits 1819 in München ein Fernrohrobjektiv nach einer Berechnung gebaut und Josef Maximilian Petzval (1807–1891), einem Mitarbeiter von Johann Friedrich Voigtländer (1779–1859), war in Wien 1840 das gleiche für ein photographisches Objektiv gelungen. Die dazu notwendigen theoretischen Kenntnisse versuchte sich Zeiß zunächst selbst im abendlichen Bücherstudium anzueignen. Da ihm dabei kein Erfolg beschieden war, wandte er sich wie schon sein Lehrmeister Körner an den Mathematiker Friedrich Wilhelm Barfuss. Diese Zusammenarbeit dauerte von 1852 bis zum Tode des Wissenschaftlers, blieb aber ergebnislos. So begann Zeiß zunächst einmal mit dem Bau zusammengesetzter Mikroskope, indem er die Zweilinser seiner einfachen Mikroskope als Objektive benutzte, die man an ein Rohr schrauben und mit Okularen kombinieren konnte. Diese Instrumente wurden 1858 in der 5. Preisliste erstmals angeboten; jedoch hatte Zeiß das erste bereits 1857 hergestellt.
Nachdem der bisherige Universitätsmechaniker Braunau 1860 gestorben war, bewarb sich Zeiß um diese Position. Ihm ging es dabei weniger um den Titel als vielmehr um die bei dieser Gelegenheit meist mit verliehene Lehrbefugnis, die ihn zum Universitätsangehörigen machte und Steuerfreiheit garantierte. Mit der Ernennung zum Universitätsmechaniker gab es keine Probleme, zu der viel wichtigeren Lehrbefugnis konnte sich der Senat jedoch erst nach einigem Hin und Her durchringen. Trotzdem freute sich Zeiß über die Steuerfreiheit nur zwei Wochen lang. Dann hatte man ein Gesetz gefunden, wonach diese Vergünstigung nur für solche Personen gelten sollte, die ihren Lebensunterhalt ausschließlich aus Lehrtätigkeit und schriftstellerischer Arbeit bestritten. Zeiß als Gewerbetreibender gehörte natürlich nicht zu diesem Kreis. Aber es folgten andere Auszeichnungen, nämlich eine silberne Gedenkmünze bei der 1. Allgemeinen Thüringischen Gewerbeausstellung in Weimar für seine „vortrefflichen Mikroskope mit Nebenapparaten“ sowie ein erster Ehrenpreis bei der 2. Thüringischen Gewerbeausstellung 1861. 1863 wurde Zeiß zum Hofmechanikus ernannt.
Inzwischen waren die wirtschaftlichen Schwierigkeiten überwunden und der Betrieb hatte sich so sehr erweitert, dass 1858 eine neue, größere Werkstatt bezogen werden musste, die sich endlich in einem eigenen, käuflich erworbenen Anwesen befand. Zeiß stand jetzt in geschäftlicher Beziehung mit vielen, teilweise bekannten Betrieben, wie z. B. mit Julius Kern in Aarau (Schweiz), Emil Busch in Rathenow (Lieferant für Brillen) und Wilhelm Carl Heraeus in Hanau (Lieferant von Platin). Aus dem Jahre 1861 stammt eine Schilderung, wie sich Zeiß im Umgang mit einem seiner Kunden gab: Als der noch unbedeutende Zoologe Ernst Haeckel (1834–1919), der zu dieser Zeit als schlecht bezahlter Privatdozent an der Universität Jena arbeitete, zu Zeiß kam und ein einfaches Mikroskop verlangte, das aber billig sein sollte, hatte Zeiß Verständnis für den Akademiker, machte ihm einen guten Preis und legte sogar noch eine Lupe dazu.
Die aus der Optik der einfachen Mikroskope und Okulare improvisierten zusammengesetzten Mikroskope konnten auf die Dauer nicht überzeugen, obwohl sie von Schleiden gelobt wurden. Deshalb erschienen im 7. Preisverzeichnis vom August 1861 erstmals die neukonstruierten zusammengesetzten Mikroskope in fünf verschiedenen Ausführungen. Das größte davon war ein Hufeisenstativ, wie es schon der bekannte Mikroskophersteller Georg Oberhäuser in Paris gebaut hatte und das 55 Taler kostete. Es war an der Unterseite des Objekttisches mit einer von Zeiß erdachten, gewölbten Blende versehen und hatte zur Einstellung schiefer Beleuchtung einen Spiegel, der sich nicht nur seitlich, sondern auch nach vorn schwenken ließ. Zeiß berechnete seinen Kunden Stativ, Objektive und Okulare einzeln, so dass jeder die ihm genehme Optikkombination selbst zusammenstellen konnte.
Nachdem die zusammengesetzten Mikroskope erst einmal zur Verfügung standen, wurden ihre Vorzüge gegenüber den einfachen besonders bei den stärkeren Vergrößerungen so augenscheinlich, dass Zeiß die Produktion der stärkeren Systeme für seine einfachen Mikroskope nach und nach einstellte (das 300-fache Triplett bereits 1863, das 200-fache 1866 und das 120-fache Doublett 1886).
Die zu den neuen zusammengesetzten Mikroskopen gehörigen Objektive waren zwar noch gepröbelt, fanden aber trotzdem sofort Anklang. Leopold Dippel untersuchte die Qualität der am meisten benutzten und mit A, C, D und F bezeichneten Objektive genauer und lobte sie sehr. (Dippel, 1867, S. 188). Edmund Hartnack hatte den Betrieb seines Onkels Oberhäuser übernommen und Zeiß wusste ganz genau, dass er mit seinem stärksten Objektiv die Qualität der Hartnackschen Wasserimmersionen nicht erreichte. Alle Versuche, diesen Zustand durch Pröbeln zu verbessern, schlugen fehl.

### Zusammenarbeit mit Ernst Abbe
Da griff Zeiß seinen alten Gedanken wieder auf und wollte die Objektive auf rechnerischer Grundlage herstellen. Er suchte dafür erneut einen Helfer und wählte diesmal den Physiker Ernst Abbe (1840–1905), der in Jena als Privatdozent wirkte. Die Zusammenarbeit zwischen dem damals 50-jährigen Zeiß und dem 26-jährigen Abbe begann am 3. Juli 1866 und das Ziel war die Schaffung einer Wasserimmersion, die gleich gute Abbildungseigenschaften wie die von Hartnack haben sollte. Aber bevor das in Angriff genommen werden konnte, musste die Optikfertigung modernisiert werden, was nicht ganz ohne Widerstand Löbers und der anderen Gehilfen zu bewerkstelligen war, die lieber am Althergebrachten festhalten wollten. So sollten vor dem Zusammenbau eines Linsensystems die Eigenschaften aller Einzellinsen genau geprüft werden, was zu einer rationelleren Produktion führte. Eine Vorarbeit dazu hatte bereits Löber mit dem von ihm erfundenen Probeglas zur Prüfung von Linsenoberflächen anhand von Newtonringen geleistet. Zwar war Fraunhofer bereits lange vorher zur gleichen Lösung gekommen, aber davon war nichts bis nach Jena durchgedrungen. Abbe konstruierte eine Reihe weiterer Messinstrumente, z. B. zur Messung von Brennweiten und Brechungsindizes. Das Ergebnis all dieser Bemühungen lag 1869 vor. Äußerlich hatten sich die Mikroskope kaum verändert, aber wegen der rationelleren Fertigung konnten mit dem gleichen Personal mehr Mikroskopobjektive hergestellt werden, so dass ihr Preis um 25 % sank.
Nun machte sich Abbe an seine eigentliche Aufgabe, nämlich die Berechnung der Objektive. Er erhielt hierzu von Zeiß jede nur mögliche Unterstützung und als Mitarbeiter die fähigste Kraft aus der optischen Werkstatt, nämlich August Löber. Trotzdem waren noch viele Schwierigkeiten zu überwinden, bis endlich im Jahre 1872 die Arbeit geschafft war. In dem Katalog Nr. 19 über Mikroskope und mikroskopische Nebenapparate heißt es: „Die hier aufgeführten Mikroskop-Systeme sind sämtlich neuerdings auf Grund theoretischer Berechnung des Herrn Professor Abbe in Jena construiert.“ Ihre Qualität wurde nun von keinem Konkurrenzprodukt mehr übertroffen. Das schlug sich aber auch im Preis nieder: Kostete noch 1871 das beste Mikroskop 127 Taler, musste man 1872 für das Spitzenmodell 387 Taler, also 1161 Mark bezahlen. Trotzdem rissen die Bestellungen nicht ab und auf einer Versammlung der Naturforscher und Ärzte in Leipzig wurde den neuen Objektiven ein hohes Lob gezollt.
Die Mikroskopfertigung war inzwischen weiter modernisiert worden. Aber Abbe hatte immer noch Probleme, die Arbeitsteilung gegen den Widerstand eines großen Teils der Belegschaft ganz durchzusetzen, und das war ihm selbst 1874 noch nicht vollständig gelungen. Zeiß belohnte Abbe für seinen Erfolg zunächst mit einer großzügigen Gewinnbeteiligung und nahm ihn 1875 sogar als Teilhaber auf. Aber neben einer finanziellen Beteiligung musste sich Abbe verpflichten, seine Tätigkeit an der Universität nicht auszudehnen. Die optischen Berechnungen wurden ausdrücklich als Firmeneigentum betrachtet und durften nicht veröffentlicht werden, was Abbes ursprünglichen Plänen widersprach.
Im Jahre 1875 wurde die Zeiss-Krankenkasse gegründet. Sie garantierte jedem Werksangehörigen im Krankheitsfalle freie Behandlung durch einen Kassenarzt sowie den kostenlosen Bezug von Medikamenten. Bei Arbeitsunfähigkeit wurde sechs Wochen lang eine finanzielle Unterstützung gezahlt und der halbe Betrag davon für weitere sechs Wochen. Nach Feierabend pflegten die Belegschaftsmitglieder verschiedene Formen der Geselligkeit. Man traf sich z. B. im sogenannten Knotenbund in feucht-fröhlicher Runde. Außerdem wurden zur Weiterbildung Bücher beschafft, woraus mit der Zeit die Mechaniker-Bibliothek entstand.
Am 14. Oktober 1876 konnte die Fertigstellung des 3000. Mikroskops gefeiert werden und die Belegschaft war inzwischen auf 60 angestiegen. Im gleichen Jahr trat Sohn Roderich in die Firma ein, übernahm die kaufmännischen und verwaltungstechnischen Belange und wurde 1879 Teilhaber. Außerdem erwarb er sich große Verdienste bei der Entwicklung mikrophotographischer Apparate. Die Modernisierung und Vergrößerung des Betriebes wurde besonders von Abbe vorangetrieben. Zeiß verhielt sich in dieser Beziehung zunächst eher vorsichtig, weil er Rückschläge befürchtete, von denen er ja im Laufe seines Lebens einige erlebt hatte. Trotzdem wurde zu Beginn der 80er Jahre auch mit der Billigung von Zeiß der Übergang zum Großbetrieb eingeleitet.
Zeiß war zunächst noch der maßgebende Geschäftsführer und wollte seinen Anteil an der Firma, der ihm nach Abbes Eintritt noch verblieben war, unbedingt in Familienbesitz halten. Mit der Zeit ordnete er sich jedoch immer mehr der Initiative Abbes unter und fürchtete manchmal, das immer weiter expandierende Werk könne ihm schließlich über den Kopf wachsen. Trotzdem war er weiterhin täglich im Werk aktiv und im Jahre 1880 verlieh ihm die philosophische Fakultät der Universität Jena den Dr. phil. h. c. Den Antrag dazu hatte der Zoologe Haeckel gestellt, der inzwischen zum Professor und Dekan der Fakultät aufgestiegen war.
Aus dem Jahre 1883 wird von einem besonders starken Geschäftsgang berichtet. Der neue Katalog Nr. 26 ist ein gebundenes, repräsentatives Buch von 80 Seiten mit 33 Abbildungen. Er wurde in einer Auflage von 5000 Exemplaren gedruckt und kostete das Werk drei bis vier Silbergroschen pro Stück. Der sparsame Zeiß veranlasste aber, dass einen Teil dieser Kosten die Wiederverkäufer zu tragen hatten. Von diesen war einer namens Baker in London besonders aktiv. Er nahm oft 40 und mehr Objektive auf einmal ab. Daneben wurden im In- und Ausland eigene Außendienststellen eingerichtet.
Nachdem es gelungen war, Mikroskopobjektive auf rechnerischer Grundlage zu bauen, blieb noch ein Problem übrig, nämlich die Produktion geeigneten optischen Glases. Es war bislang aus England, Frankreich und der Schweiz bezogen worden und man hatte über mäßige Qualität, wenig Auswahl und Verzögerungen bei der Lieferung zu klagen. So schien es erstrebenswert, die Herstellung des optischen Glases selbst in die Hand zu nehmen. Da kam es Abbe sehr gelegen, dass der Wittener Chemiker und Glasfachmann Otto Schott (1851–1935) im Jahre 1879 mit ihm Kontakt suchte. Schott wurde 1882 überredet, nach Jena überzusiedeln, wo ihm die Zeiss-Werke mit staatlicher Unterstützung ein glastechnisches Labor einrichteten. Hier wurden zunächst neue optische Gläser entwickelt und später auch deren Produktion aufgenommen. Aus diesem Labor entstand das Jenaer Glaswerk Schott und Genossen, an dem neben Schott selbst auch Carl und Roderich Zeiss sowie Abbe beteiligt waren, die heutige Schott AG.

### Alter und Tod

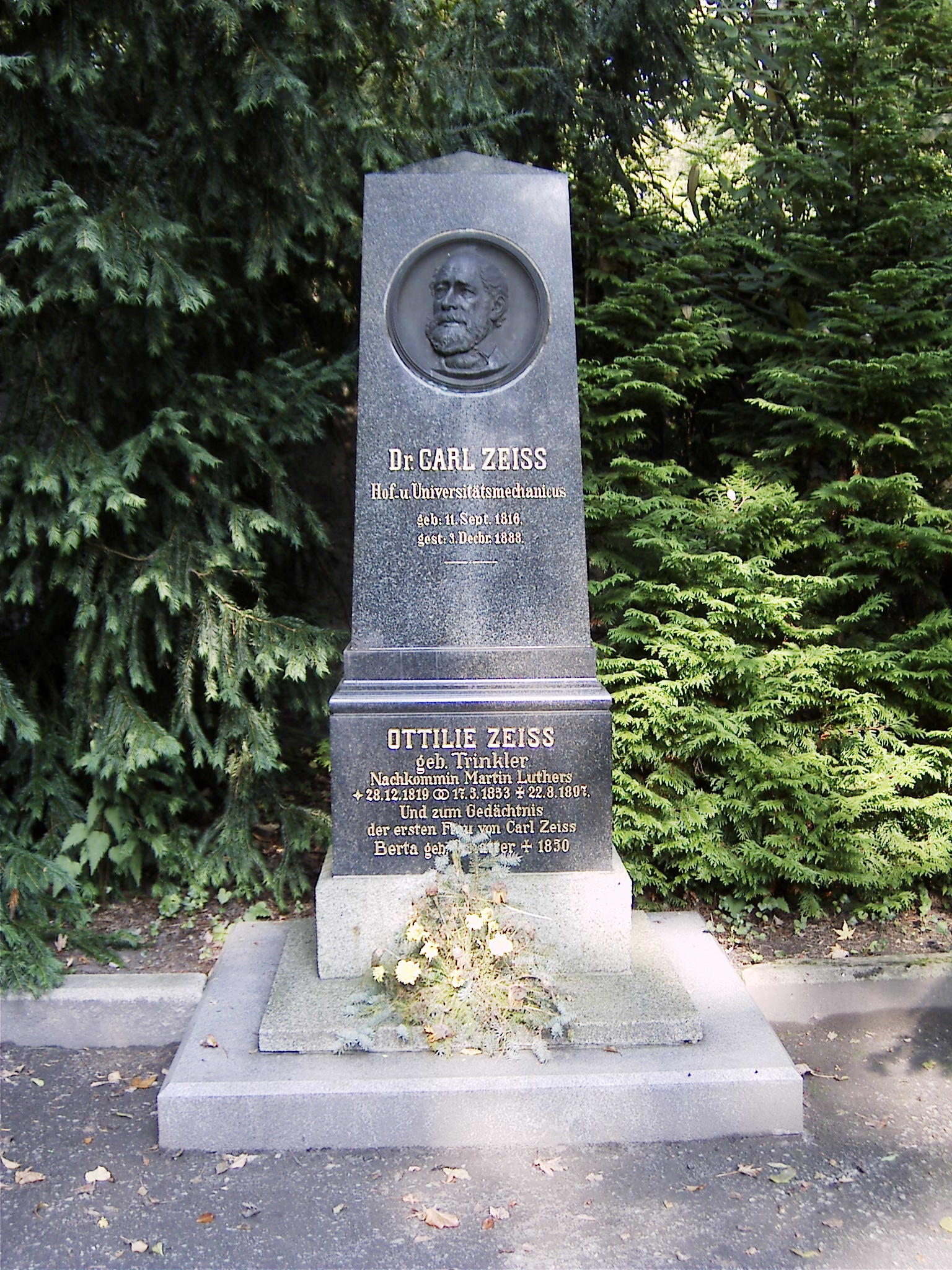
Obelisk für Carl Zeiß auf dem Jenaer Johannisfriedhof vor dessen Versetzung an den historisch korrekten Standort im Jahr 2016

Im Dezember 1885 erlitt Zeiß einen leichten Schlaganfall, von dem er sich aber wieder erholte. Der Großherzog verlieh ihm zu seinem 70. Geburtstag den Orden vom Weißen Falken. Im gleichen Jahr, also 1886, kamen die apochromatischen Mikroskopobjektive auf den Markt. Sie stellten die Krönung der von Zeiß inspirierten und von Abbe ausgeführten Bemühungen um die Schaffung von Objektiven auf rechnerischer Grundlage dar und lieferten eine bis dahin nicht gekannte Abbildungsqualität. Die Mitglieder des Kongresses russischer Ärzte waren davon so begeistert, dass sie Zeiß im folgenden Jahr zu ihrem Ehrenmitglied machten. Zeiß besuchte noch die Feier anlässlich der Fertigstellung des 10.000. Mikroskops am 24. September 1886, zu der alle Werksangehörigen samt Ehefrauen eingeladen waren. Es war ein rauschendes Fest, über das man in Jena noch nach Jahrzehnten sprach. Dann setzte bei Zeiß ein rascher Kräfteverfall ein. Nach mehreren Schlaganfällen im letzten Viertel des Jahres 1888 starb er am 3. Dezember 1888.
Bei einer Würdigung des Wirkens von Carl Zeiß muss man feststellen, dass er zwar einige Verbesserungen an den Mikroskopen eingeführt hat, im Übrigen aber selbst nichts grundlegend Neues erfand. Wichtig war allerdings, dass er stets auf äußerste Präzision bei den von ihm selbst und seinen Mitarbeitern hergestellten Geräten achtete und dass er von Anfang an den Kontakt zu Wissenschaftlern suchte, die für ihn nützlich waren und ihm wertvolle Hinweise für die Konstruktion seiner Mikroskope gaben.
Das größte Verdienst von Zeiß besteht aber darin, dass er an dem Gedanken festhielt, Mikroskopobjektive auf rechnerischer Grundlage herzustellen, und das auch dann, als seine eigenen Bemühungen und die von Barfuss scheiterten. Wenn diese Aufgabe schließlich nicht von ihm selbst, sondern von Abbe gelöst wurde, so muss man es doch Zeiß zugute schreiben, Abbes Interesse für die Optikberechnung geweckt zu haben und ihm jede nur mögliche materielle Unterstützung dazu gegeben zu haben. Die Herstellung der Objektive aufgrund von Berechnungen war aber nur mit Facharbeitern möglich, die gelernt hatten, mit äußerster Präzision zu arbeiten, worauf Zeiß ja stets den allergrößten Wert gelegt hatte. Aber noch ein Weiteres war wichtig, nämlich die innerbetriebliche Umorganisation und der Wandel von der Werkstatt zum Großbetrieb. Erst das ermöglichte es, Mikroskope in großen Stückzahlen mit hoher Präzision zu bauen. Treibende Kraft bei dieser Entwicklung war freilich zunächst Abbe, aber Zeiß hat sie letztlich bejaht und mit unterstützt. Konkurrenzbetriebe, die die Einführung der berechneten Optik und den Übergang zum Großbetrieb nicht nachvollzogen, waren zum Scheitern verurteilt.
Ernst Abbe hat die Verdienste von Carl Zeiß in mehreren Reden gewürdigt und ihm durch die 1889 gegründete Carl-Zeiss-Stiftung ein bleibendes Denkmal gesetzt.

## Ehrungen
- Zwei Schulen wurden  nach ihm benannt: Die Carl-Zeiss-Oberschule in Berlin sowie das in Jena ansässige Carl-Zeiss-Gymnasium.
- Die Carl-Zeiss-Stiftung erhielt 1888 seinen Namen.
- Mehrere Straßen wurden nach ihm benannt u. a. in Bremen, Dresden, Jena, Erfurt, Mainz, Heilbronn, Hildesheim und Aalen.
- Der Fußballverein FC Carl Zeiss Jena ist nach ihm benannt.